# Liste der Ortschaften in North Dakota

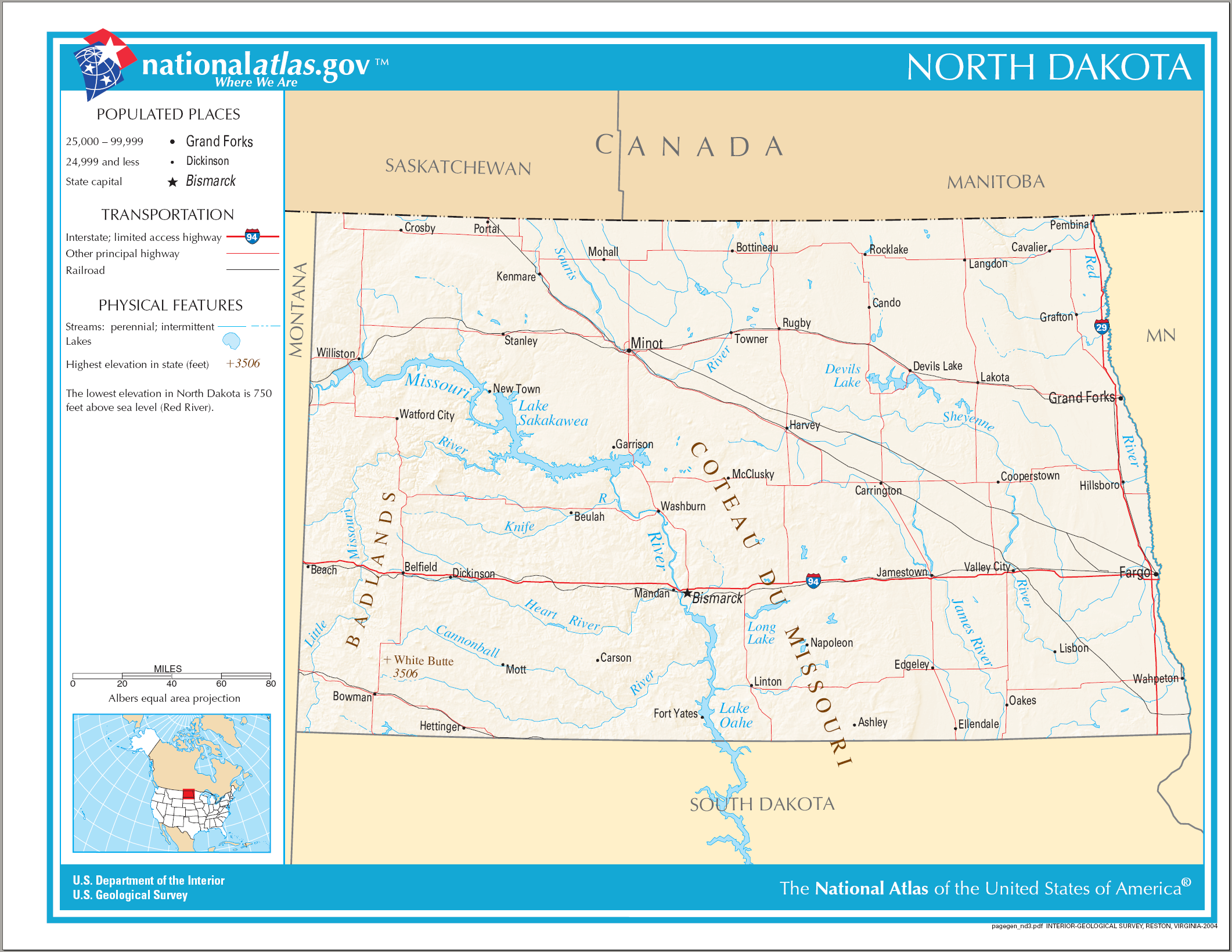
Karte von North Dakota

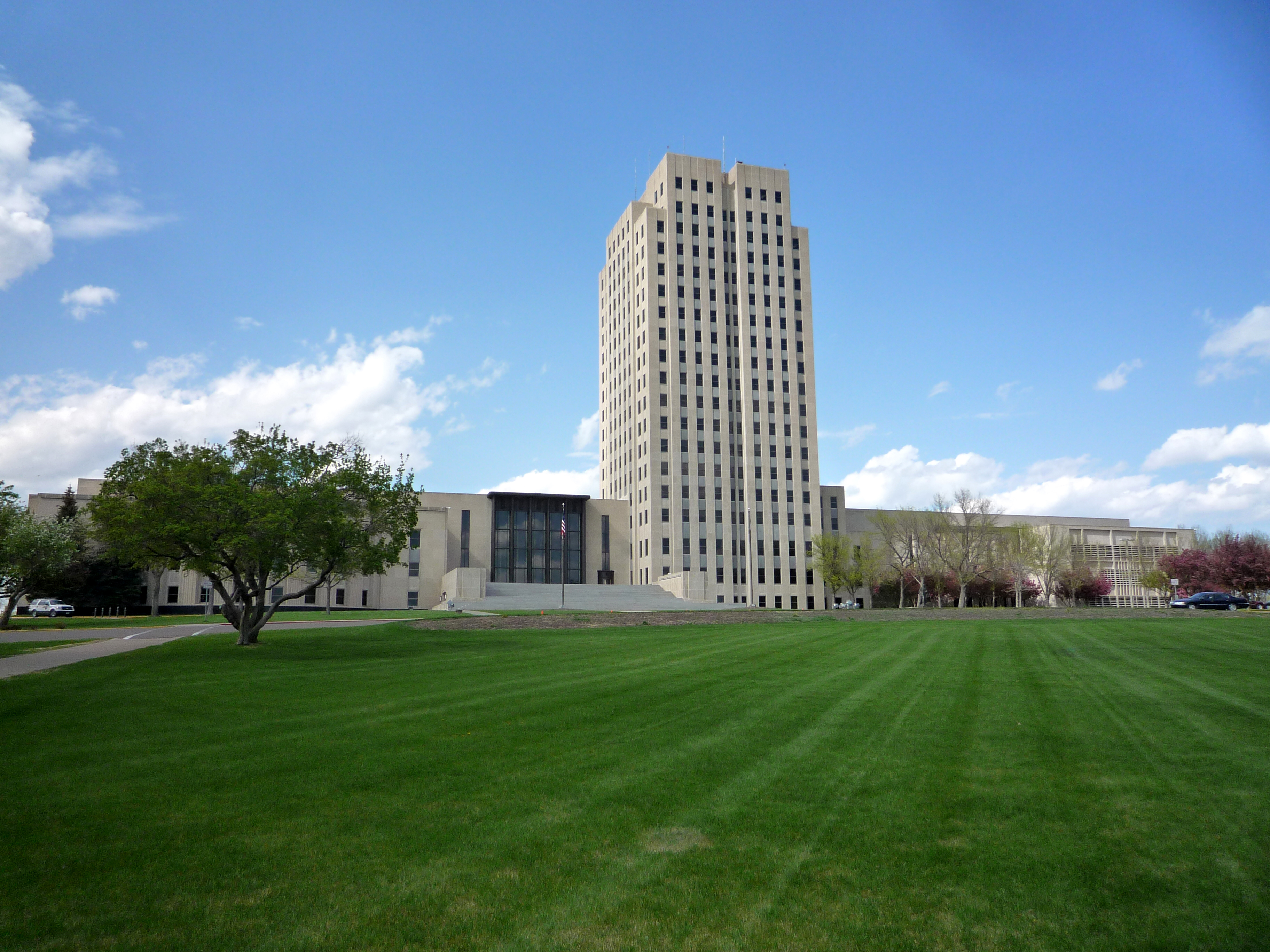
Das North Dakota State Capito in Bismarck, der Hauptstadt North Dakotas

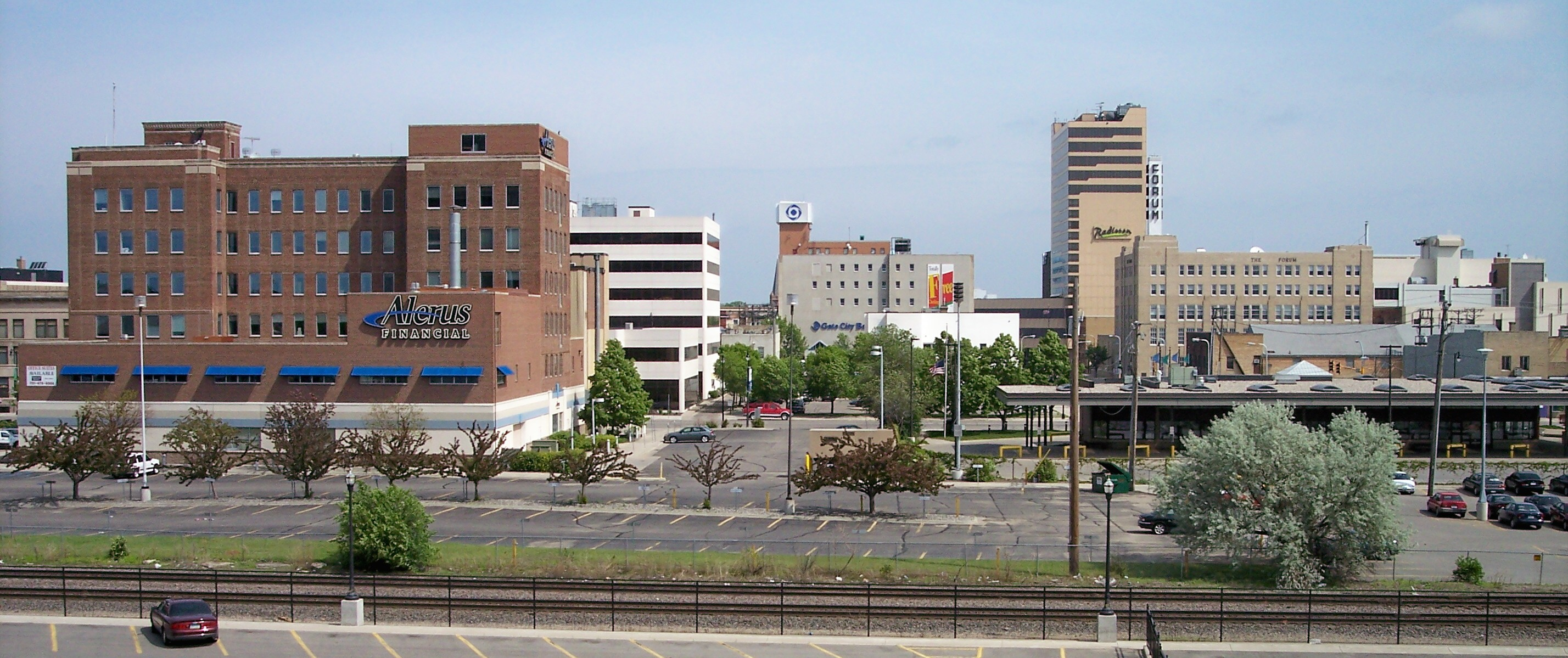
Fargo, die größte Stadt North Dakotas

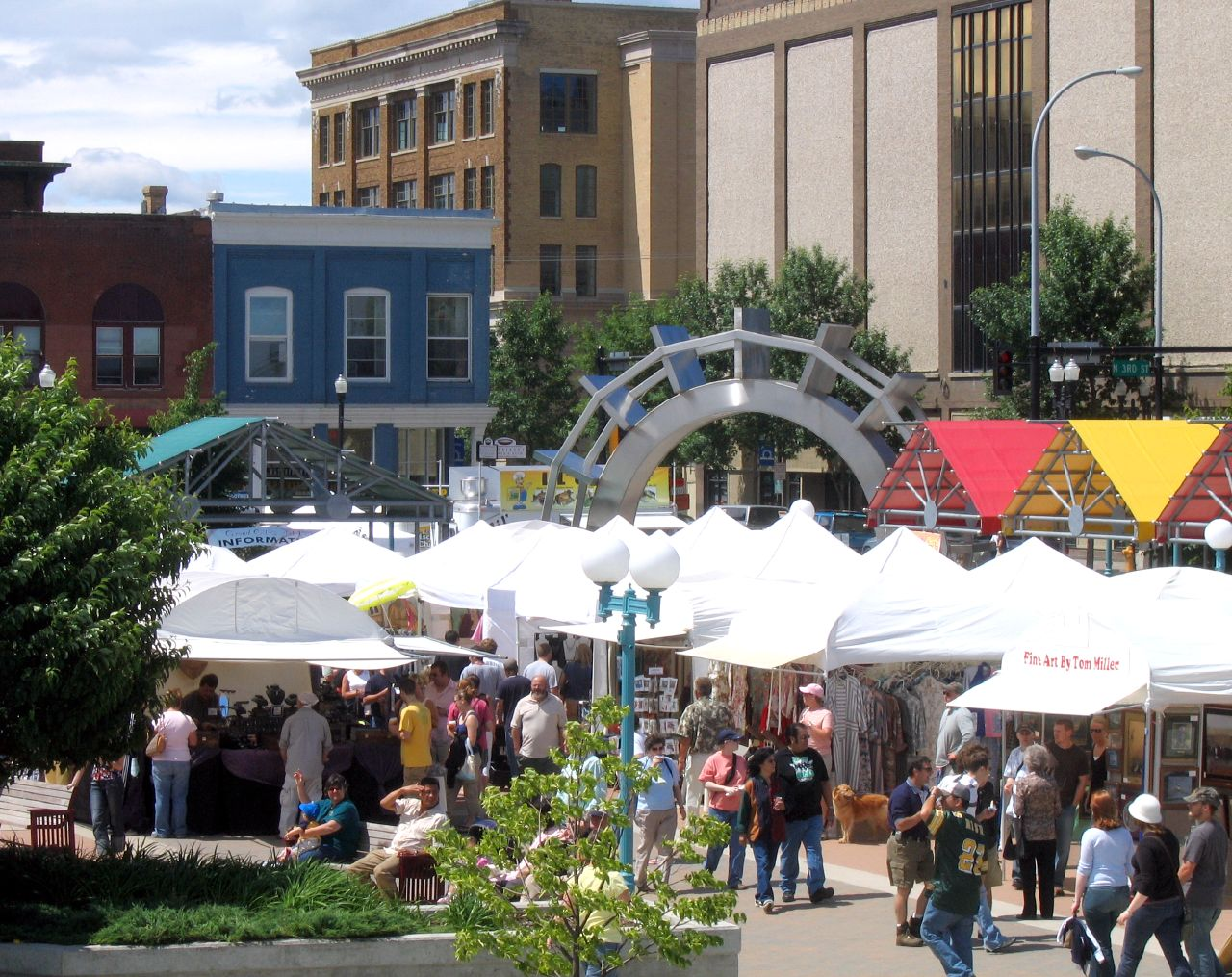
Grand Forks

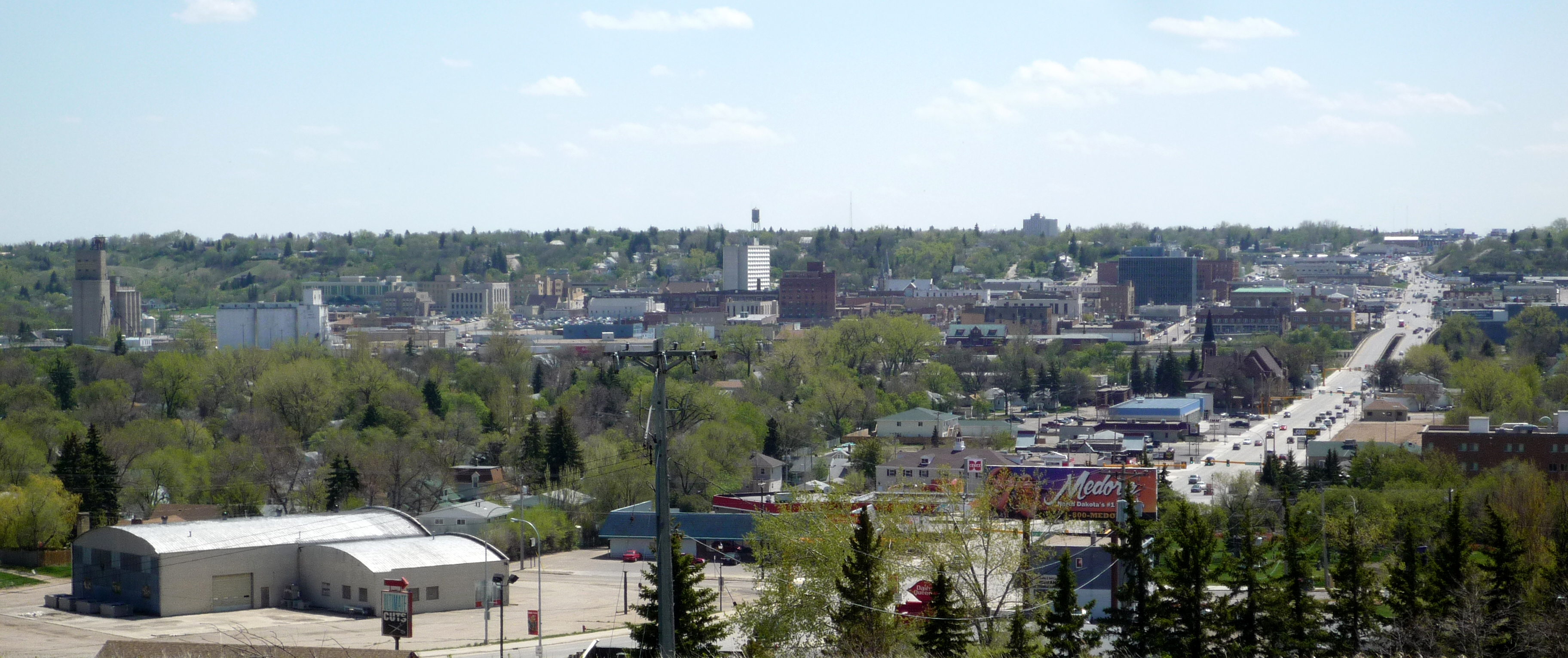
Minot

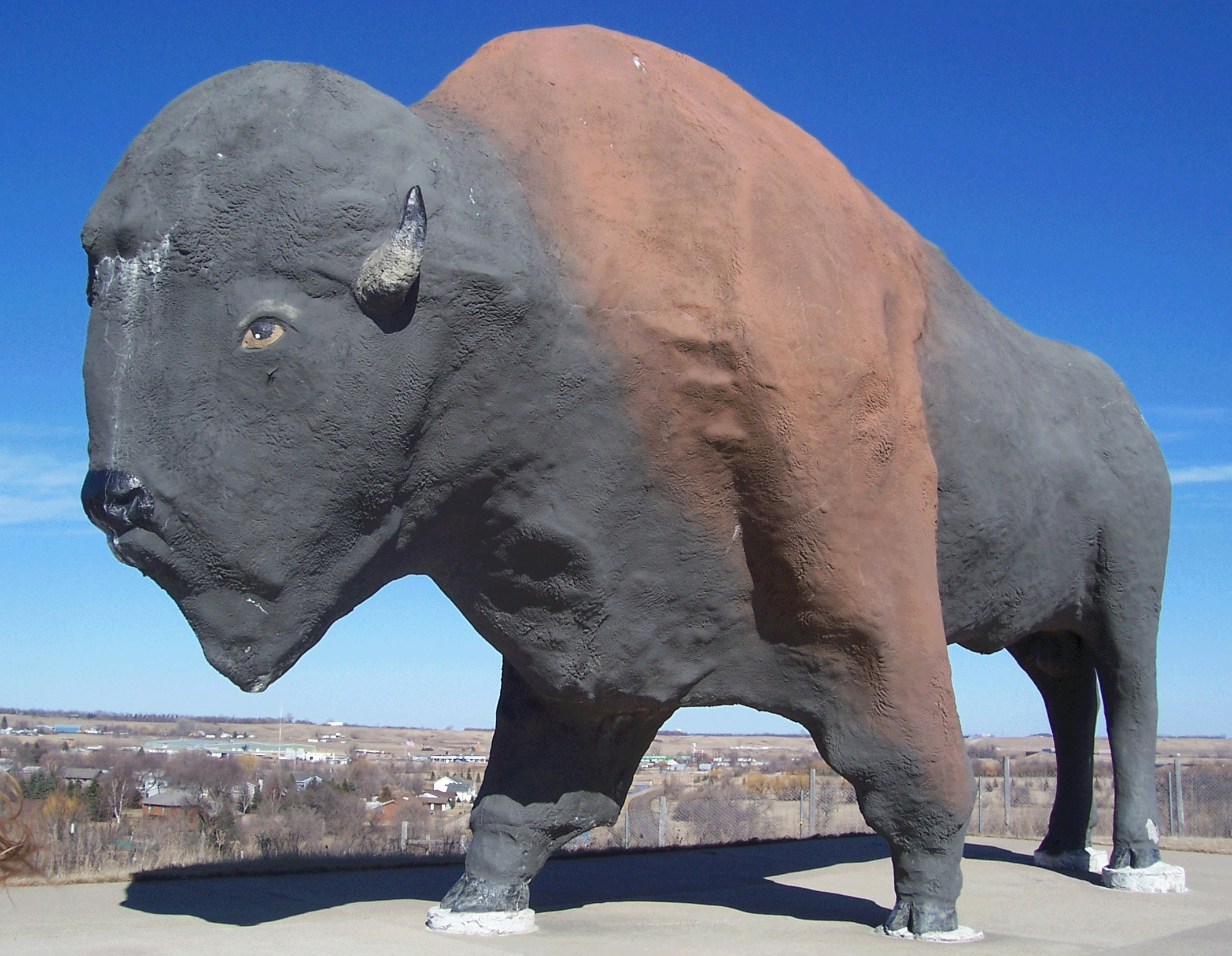
World's Largest Buffalo in Jamestown

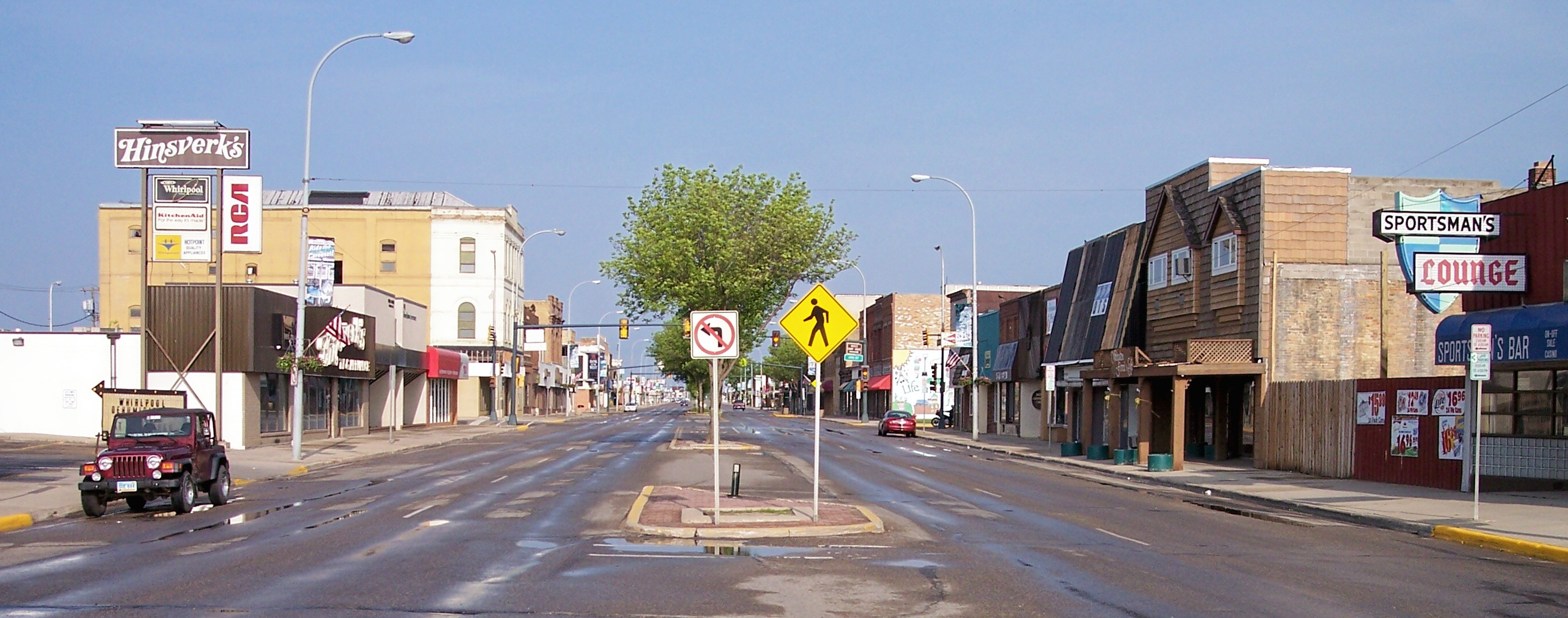
Wahpeton

Die folgende Liste zeigt alle Kommunen und Siedlungen im US-Bundesstaat North Dakota. Sie enthält sowohl Citys und Towns als auch Census-designated places (CDP).
Die obere Tabelle enthält die Siedlungen, die bei der Volkszählung im Jahr 2020 mehr als 1000 Einwohner hatten. Ebenfalls aufgeführt sind die Daten der vorherigen Volkszählung im Jahr 2000 und 2010. Die Rangfolge entspricht den Zahlen von 2020:
| Rang (2020) | Ort             | Einwohner 2020 | Einwohner 2010 | Einwohner 2000 | Typ  | County(s)   |
| ----------- | --------------- | -------------- | -------------- | -------------- | ---- | ----------- |
| 1           | Fargo           | 125.990        | 105.549        | 90.599         | City | Cass        |
| 2           | Bismarck        | 73.622         | 61.272         | 55.532         | City | Burleigh    |
| 3           | Grand Forks     | 59.166         | 52.838         | 49.321         | City | Grand Forks |
| 4           | Minot           | 48.377         | 40.888         | 36.567         | City | Ward        |
| 5           | West Fargo      | 38.626         | 25.830         | 14.940         | City | Cass        |
| 6           | Williston       | 29.160         | 14.716         | 12.512         | City | Williams    |
| 7           | Dickinson       | 25.679         | 17.787         | 16.010         | City | Stark       |
| 8           | Mandan          | 24.206         | 18.331         | 16.718         | City | Morton      |
| 9           | Jamestown       | 15.849         | 15.427         | 15.527         | City | Stutsman    |
| 10          | Wahpeton        | 8007           | 7766           | 8586           | City | Richland    |
| 11          | Devils Lake     | 7192           | 7141           | 7222           | City | Ramsey      |
| 12          | Valley City     | 6575           | 6585           | 6826           | City | Barnes      |
| 13          | Watford City    | 6207           | 1744           | 1435           | City | McKenzie    |
| 14          | Minot AFB       | 5017           | 5521           | 7599           | CDP  | Ward        |
| 15          | Lincoln         | 4257           | 2406           | 1730           | City | Burleigh    |
| 16          | Grafton         | 4170           | 4284           | 4516           | City | Walsh       |
| 17          | Horace          | 3085           | 2430           | 915            | City | Cass        |
| 18          | Beulah          | 3058           | 3121           | 3152           | City | Mercer      |
| 19          | New Town        | 2764           | 1925           | 1367           | City | Mountrail   |
| 20          | Rugby           | 2509           | 2876           | 2939           | City | Pierce      |
| 21          | Casselton       | 2479           | 2329           | 1855           | City | Cass        |
| 22          | Stanley         | 2321           | 1458           | 1279           | City | Mountrail   |
| 23          | Hazen           | 2281           | 2440           | 2469           | City | Mercer      |
| 24          | Lisbon          | 2204           | 2154           | 2292           | City | Ransom      |
| 25          | Tioga           | 2202           | 1230           | 1125           | City | Williams    |
| 26          | Bottineau       | 2194           | 2211           | 2336           | City | Bottineau   |
| 27          | Carrington      | 2080           | 2065           | 2268           | City | Foster      |
| 28          | Grand Forks AFB | 2002           | 2367           | 4832           | CDP  | Grand Forks |
| 29          | Langdon         | 1909           | 1878           | 2101           | City | Cavalier    |
| 30          | Mayville        | 1854           | 1858           | 1953           | City | Traill      |
| 31          | Oakes           | 1798           | 1856           | 1979           | City | Dickey      |
| 32          | Harvey          | 1650           | 1783           | 1989           | City | Wells       |
| 33          | Hillsboro       | 1649           | 1603           | 1563           | City | Traill      |
| 34          | Belcourt        | 1510           | 2078           | 2440           | CDP  | Rolette     |
| 35          | Bowman          | 1470           | 1650           | 1600           | City | Bowman      |
| 36          | Garrison        | 1462           | 1453           | 1318           | City | McLean      |
| 37          | Park River      | 1424           | 1403           | 1535           | City | Walsh       |
| 38          | New Rockford    | 1361           | 1391           | 1463           | City | Eddy        |
| 39          | Surrey          | 1357           | 959            | 917            | City | Ward        |
| 40          | Mapleton        | 1320           | 762            | 606            | City | Cass        |
| 41          | Washburn        | 1300           | 1246           | 1389           | City | McLean      |
| 42          | Burlington      | 1291           | 1060           | 1096           | City | Ward        |
| 43          | Larimore        | 1260           | 1346           | 1433           | City | Grand Forks |
| 44          | Cavalier        | 1246           | 1302           | 1537           | City | Pembina     |
| 45          | Rolla           | 1223           | 1280           | 1417           | City | Rolette     |
| 46          | Fort Totten     | 1160           | 1243           | 952            | CDP  | Benson      |
| 47          | Shell Valley    | 1146           | 1197           | 395            | CDP  | Rolette     |
| 48          | Ellendale       | 1125           | 1394           | 1559           | City | Dickey      |
| 49          | Cando           | 1117           | 1115           | 1342           | City | Towner      |
| 50          | Thompson        | 1101           | 991            | 1010           | City | Grand Forks |
| 51          | Velva           | 1086           | 1084           | 1049           | City | McHenry     |
| 52          | Hettinger       | 1074           | 1226           | 1307           | City | Adams       |
| 53          | Linton          | 1071           | 1097           | 1321           | City | Emmons      |
| 54          | Crosby          | 1065           | 1070           | 1089           | City | Divide      |

Weitere Siedlungen in North Dakota in alphabetischer Reihenfolge:
- Abercrombie
- Adams
- Alamo
- Alexander
- Alice
- Almont
- Alsen
- Ambrose
- Amenia
- Amidon
- Anamoose
- Aneta
- Antler
- Ardoch
- Argusville
- Arnegard
- Arthur
- Ashley
- Auburn
- Ayr
- Balfour
- Balta
- Bantry
- Barney
- Barton
- Bathgate
- Beach
- Belfield
- Benedict
- Bergen
- Berlin
- Berthold
- Binford
- Bisbee
- Blanchard
- Bowbells
- Bowdon
- Braddock
- Briarwood
- Brinsmade
- Brocket
- Brooktree Park
- Buchanan
- Bucyrus
- Buffalo
- Butte
- Buxton
- Caledonia
- Calio
- Calvin
- Cannon Ball
- Canton City
- Carpio
- Carson
- Cathay
- Cayuga
- Center
- Chaffee
- Christine
- Churchs Ferry
- Cleveland
- Clifford
- Cogswell
- Coleharbor
- Colfax
- Columbus
- Conway
- Cooperstown
- Courtenay
- Crary
- Crystal
- Dahlen
- Davenport
- Dawson
- Dazey
- De Lamere
- Deering
- Denhoff
- Des Lacs
- Dickey
- Dodge
- Donnybrook
- Douglas
- Drake
- Drayton
- Driscoll
- Dunn Center
- Dunseith
- Dwight
- East Dunseith
- East Fairview
- Edgeley
- Edinburg
- Edmore
- Egeland
- Elgin
- Elliott
- Embden
- Emerado
- Enderlin
- Englevale
- Epping
- Erie
- Esmond
- Fairdale
- Fairmount
- Fessenden
- Fingal
- Finley
- Flasher
- Flaxton
- Forbes
- Fordville
- Forest River
- Forman
- Fort Ransom
- Fortuna
- Fort Yates
- Four Bears Village
- Foxholm
- Fredonia
- Frontier
- Fullerton
- Gackle
- Galesburg
- Gardena
- Gardner
- Gascoyne
- Gilby
- Gladstone
- Glenburn
- Glenfield
- Glen Ullin
- Golden Valley
- Golva
- Goodrich
- Grace City
- Grandin
- Grano
- Granville
- Great Bend
- Green Acres
- Grenora
- Gwinner
- Hague
- Halliday
- Hamberg
- Hamilton
- Hampden
- Hankinson
- Hannaford
- Hannah
- Hansboro
- Harmon
- Harwood
- Hatton
- Havana
- Haynes
- Hazelton
- Hebron
- Heil
- Heimdal
- Hirschville
- Hoople
- Hope
- Hunter
- Hurdsfield
- Inkster
- Jessie
- Jud
- Karlsruhe
- Kathryn
- Kenmare
- Kensal
- Kief
- Killdeer
- Kindred
- Klosten
- Knox
- Kramer
- Kulm
- Lakota
- LaMoure
- Landa
- Lankin
- Lansford
- Larson
- Lawton
- Leal
- Leeds
- Lehr
- Leith
- Leonard
- Lidgerwood
- Lignite
- Litchville
- Logan
- Loma
- Loraine
- Ludden
- Luverne
- Maddock
- Makoti
- Mandaree
- Manning
- Mantador
- Manvel
- Mapes
- Marion
- Marmarth
- Martin
- Max
- Maxbass
- Maza
- McClusky
- McHenry
- McLeod
- McVille
- Medina
- Medora
- Menoken
- Mercer
- Michigan City
- Milnor
- Milton
- Minnewaukan
- Minto
- Mohall
- Monango
- Montpelier
- Mooreton
- Mott
- Mountain
- Munich
- Mylo
- Napoleon
- Nash
- Neche
- Nekoma
- Newburg
- New England
- New Leipzig
- New Salem
- Niagara
- Nome
- Noonan
- North River
- Northwood
- Oberon
- Oriska
- Orrin
- Osnabrock
- Oxbow
- Page
- Palermo
- Parshall
- Pekin
- Pembina
- Perth
- Petersburg
- Pettibone
- Pick City
- Pillsbury
- Pingree
- Pisek
- Plaza
- Porcupine
- Portal
- Portland
- Powers Lake
- Prairie Rose
- Raleigh
- Rawson
- Ray
- Reeder
- Regan
- Regent
- Reile's Acres
- Reynolds
- Rhame
- Richardton
- Riverdale
- Robinson
- Rocklake
- Rogers
- Rolette
- Ross
- Ruso
- Ruthville
- Rutland
- Ryder
- St. John
- St. Thomas
- Sanborn
- Sarles
- Sawyer
- Scranton
- Selfridge
- Selz
- Sentinel Butte
- Sharon
- Sheldon
- Sherwood
- Sheyenne
- Sibley
- Solen
- Souris
- South Heart
- Spiritwood
- Spiritwood Lake
- Springbrook
- Stanton
- Starkweather
- Steele
- Strasburg
- Streeter
- Sutton
- Sykeston
- Tappen
- Taylor
- Tolley
- Tolna
- Tower City
- Towner
- Turtle Lake
- Tuttle
- Underwood
- Upham
- Venturia
- Verona
- Voltaire
- Walcott
- Wales
- Walhalla
- Warwick
- Westhope
- Wheatland
- White Earth
- White Shield
- Wildrose
- Willow City
- Wilton
- Wimbledon
- Wing
- Wishek
- Wolford
- Woodworth
- Wyndmere
- York
- Ypsilanti
- Zap
- Zeeland